# Gefrorene Pfirsiche
Gefrorene Pfirsiche (Originaltitel: Melocotones helados) ist ein Roman von Espido Freire. Er erschien erstmals 1999. Die deutsche Übersetzung von Sabine Giersberg erschien 2001 bei DVA.

## Handlung
Der Roman handelt von Elsa, ihrer gleichnamigen Cousine und ihrer Freundin Blanca, die in einer spanischen Kleinstadt leben. Neben ihrer privaten Freundschaft verbindet Elsa, die Künstlerin ist, und Blanca, die als Fotografin arbeitet, auch die berufliche Zusammenarbeit. Als in der Stadt ein Orden des Heiligen Kreuzes auftaucht, der durch Vandalismus auffällt, aber auch Jugendliche in seinen Bann zieht und vorgibt, für eine gute Sache zu kämpfen, stirbt die Cousine von Elsa, die auch Elsita genannt wird.
Elsa reist zu ihrem Großvater Esteban nach Duino und begibt sich auf Spurensuche in ihrer Familiengeschichte. Sie erfährt, dass die Süßspeise Gefrorene Pfirsiche eines der ersten Luxusgüter nach dem Spanischen Bürgerkrieg gewesen sind. Mit seiner Frau Antonia gründete Esteban eine eigene Bäckerei, in der auch die Gefrorenen Pfirsiche hergestellt wurden, die ihnen aber nicht gelangen. Das eigene Geschäft sollte zudem der Familie den sozialen Aufstieg sichern.
Nach ihrer Rückkehr führt Elsa lange Gespräche mit Blanca und ihrem Partner Rodrigo. Zudem gelingt es dem Orden, sie zunächst über das Angebot eines Meditationsseminars zu ködern, aber es gelingt ihr, sich aus den Fängen der Kriminellen zu befreien.
In einer Rückblende erfährt der Leser, dass Elsita vom Orden bedroht worden ist, aber weder Polizei noch Justiz ihr geholfen haben, was zu ihrer Ermordung durch ein Ordensmitglied geführt hat.

## Auszeichnungen
Espido Freire hat für Gefrorene Pfirsiche 1999 den höchstdotierten Literaturpreis Spaniens, den Premio Planeta, erhalten.

## Kritik
„Ihre Geschichte beginnt nach anfänglicher Irritation ob so vieler erzählter Leben einen unwiderstehlichen Sog auszuüben, bei dem sich die „Short Cuts“ nicht wie in vielen Geschichten unserer Zeit nur einen Kulminationspunkt des Nebeneinander suchen, sondern vielmehr eine bisweilen fast überwältigende Folgerichtigkeit des Ineinander entwickeln. Sie erzählt hochpoetisch vom Verschwinden der Toten, vom Wiederauftauchen der Untoten, und, vor allem, von den biographischen Leichen im Keller.“